# Jan Władysław Karczewski
Jan Władysław Karczewski herbu Jasieńczyk (ur. ok. 1630, zm. 1698) – podczaszy warszawski, elektor 1674
Jan Władysław Karczewski był synem Władysława i Anny z Dunin-Wąsowiczów, podczaszy warszawski 1682, podpisał elekcję Jana III Sobieskiego z ziemią czerską.
W 1664 i 1682 z żoną zapisał na Karczewiu sumę Karmelitom Bosym w Warszawie, w 1688 roku był wyznaczony komisarzem do rozpatrzenia w Kołbieli kosztów budowy mostu w Świdrze i ustanowienia mostowego.
Dziedziczył na Karczewie, w 1667 nabył część Świdra od Piotrowskiego, w 1695 nabył od Komońskiego: Rudno, Rudzienki, Kazub, Oleksin i Podgórzno.
Żonaty z Zofią Komońską herbu Lis pozostawił dwóch synów: Kazimierza v. Jana Kazimierza i Antoniego v. Antoniego Jana oraz dwie córki: Annę i Joannę.